# Samuel Lipschütz
Samuel Lipschütz (* 4. Juli 1863 in Ungvár, Österreich-Ungarn (heute Ukraine); † 30. November 1905 in Hamburg) war ein US-amerikanischer Schachmeister ungarischer Herkunft.

## Leben und Wirken
Lipschütz erlernte den Beruf eines Buchdruckers. Das Schachspiel erlernte er von einem Mitlehrling. Zu Beginn der 1880er Jahre wanderte er nach New York in die Vereinigten Staaten ein, wo bereits sein Vater lebte. Lipschütz trat dort rasch als starker Schachspieler in Erscheinung. 1883 vertrat er erstmals den New Yorker Klub gegen eine Auswahl aus Philadelphia und bezwang seine Gegnerschaft mit 2:0. 1885 gewann er das Turnier des New Yorker Schachklubs und spielte ein Jahr darauf erstmals im Ausland an einem internationalen Turnier in London, wo ihm Siege über Johannes Hermann Zukertort und George Henry Mackenzie glückten. Lipschütz gewann 1890 und 1892 die US-Meisterschaft. 1897 teilte er Platz eins mit Wilhelm Steinitz bei einem Turnier in New York. 1900 gewann er die Meisterschaft des Manhattan Chess Club vor Frank James Marshall und Jackson Whipps Showalter. 
Lipschütz litt seit Mitte der 1890er Jahre an Tuberkulose, die er 1905 in Hamburg behandeln ließ. Er starb infolge einer Operation.
Seine beste historische Elo-Zahl betrug 2742 im Januar 1901, damit war er seinerzeit viertbester Spieler der Welt.